# 石灵宝
石靈寶（?—?），会稽郡余姚县（今浙江省余姚市）人，南齐人物。
石靈寶在南齐为奉朝请。其女石令嬴被始安王萧遥光纳为妾室。萧遥光败，入萧宝卷后宫。建康城平，为梁武帝采女，生皇子萧绎。石令嬴为修容，赐姓阮氏。承圣二年（553年），梁元帝萧绎追赠外祖父石灵宝散骑常侍、左卫将军，封武康县侯，食邑五百户，石靈寶之妻陈氏为武康侯夫人。